# دورارارا!!
دورارارا!! (به انگلیسی: Durarara!!) مجموعه لایت ناول ژاپنی نوشته ریوگو ناریتا با تصویرسازی سوزوهیتو یاسودا است. این مجموعه تا سیزده جلد منتشر شد و دنباله آن تحت عنوان Durarara!! SH و دو سال پس از اتفاقات مجموعه اصلی، در سال ۲۰۱۴ شروع به انتشار یافت.
یک مانگا اقتباس شده از این اثر به همین نام، که ابتدا توسط آکیو ساتوریگی و بعداً توسط آئوگیری به تصویر کشیده شد، از ژوئیه ۲۰۰۹ در مجله Monthly GFantasy به صورت سریالی منتشر شد. پس از آن یک فصل دوم ۳۶ قسمتی با عنوان Durarara!!×۲ از ژانویه ۲۰۱۵ تا مارس ۲۰۱۶ پخش شد.